# Solymos Ida
Solymos Ida (Pécs, 1922. december 8. – Budapest, 1995. december 8.) magyar költő, műfordító, az Irodalmi Lexikon egyik munkatársa.

## Életpályája
Lelencgyerekként nehéz gyerekkora volt. Versírásra még a háború előtt Weöres Sándor biztatta, de Várkonyi Nándor is mestere volt. Pomázon, később Pécsett gimnazista, utóbbi helyen a konzervatóriumot is elvégezte. A második világháború alatt Hajnal Annát és Keszi Imrét bújtatta a zsidóüldözés elől. Első kötete 1943-ban jelent meg, utána húsz évig nem jelenthetett meg újabb. 1948–1949-ben a Fiatal Magyarország újságírója, 1949–1950-ben a Könyvhivatal lektora volt. A pesti forradalmat az 1956 október című versében üdvözölte. Az 1960-as években az Irodalmi Lexikon munkatársa volt. August Wilhelm Schlegel és Franz Theodor Csokor munkáit fordította. A hetvenes évek második felétől egyre kevesebbet publikált, halála előtt kerámiákat, népi szőtteseket készített.

## Munkássága
Megítélése kettős. Dalszerű elégikus versekkel kezdett. Lengyel Balázs Legjobb verseinek  a tömör pársoros  verseit becsüli és az Újhold szerzőivel rokonítja. A magyar irodalom története szerint lehetetlen feladatot vállalt, és „a költőt magában már-már megöli”.

### Művei és műfordításai
- A Hold körülnéz – versek, 1943
- Vendégvárás – versek, 1964
- Arc nélkül – versek, 1969
- Esküminta – összegyűjtött versek, 1974[1]
- August Wilhelm Schlegel: A meghallgatás – műfordítás
- Franz Theodor Csokor: Hazatérés – műfordítás
- Franz Theodor Csokor: Pénz – műfordítás
- August Wilhelm Schlegel: Új vágy – műfordítás[9]